# Kinesiske sovjetrepublik
Den Kinesiske sovjetrepublik (kinesisk: 中华苏维埃共和国, pinyin: Zhōnghuá sūwéi'āi gònghēguó), tillige kendt som Jiangxi-sovjetten, var en kortvarig uofficiel statsdannelse, som oprettedes 1931 i Ruijin i Jiangxiprovinsen i Kina, under den kinesiske borgerkrig. Kinas kommunistiske partis formand Mao Tse-Tung var leder under hele landets eksistens. Landet anerkendtes aldrig internationalt, og det ophørte at eksistere igen den 15. oktober 1934, de Kuomintang-styrker fra Republikken Kina belejrede dets hovedstad Ruijin.
Efter sovjetrepublikkens fald foretog kommunisterne Den lange march fra Jiangxi til byen Yan'an i provinsen Shaanxi.

## Baggrund
De kinesiske sovjeter var en konsekvens af, at Chiang Kai-sheks politik havde tvunget kommunisterne ud af byerne fra 1927, og kommunisterne var blevet tvunget til at oprette guerillabaser flere steder i de kinesiske landdistrikter. I januar 1929 førte Mao Zedong og Zhu De deres tropper ud fra deres midlertidige base i Jinggangbjergene i det vestlige Jiangxi og til den sydlige del af provinsen. Zhang Guotao førte sine tropper til et grænseområde i det centrale Kina, mens He Long oprettede en base på grænsen mellem Hunan og Hubei.

## Udstrækning
Sovjeten var stærkest i det sydøstlige Kina, hvor man i 1930-ernes første halvdel kontrollerede provinsbyerne Ruijin, Huichang, Xunwu, Anyuan, Xinfeng, Yudu, Xingguo, Ningdu, Guangchang, Shicheng och Lichuan i Jiangxi-provinsen samt Jianning, Taining, Ninghua, Qingliu, Guihua, Longyan, Changting, Liancheng, Shanghang och Yongding i Fujian-provinsen. I de fleste af disse områder dominerede hakka-folket, hvoraf mange rekrutteredes til Den røde Hær og senere spillede en vigtig rolle efter Folkrepublikken Kinas oprettelse.
Sovjeten havde også et stærkt støttepunkt i grænseområdet mellem Hunan, Hubei, Guizhou og Sichuan og på flere andre steder i det sydlige Kina.

## Politik
Selv om particenteret var forlagt i Shanghai, og Bo Gu formelt var leder af Kinas kommunistiske parti, formåede Mao Zedong at etablere sig som leder i størstedelen af statens eksistens.
Det var i Jiangxi, at kommunisterne gennemførte deres første forsøg på at omdanne samfundet i socialistisk retning. I november 1931 gennemførtes en lov om jordreform, hvorved jorden blev omfordelt fra såkaldt rige bønder til såkaldt fattigbønder og jordløse landbrugere. Jordreformen havde voldsomme indslag, hvilket førte til, at kommunisterne mistede støtte blandt visse folkegrupper. I 1933-1934 gennemførtes yderligere en kampagne for at klassificere bønder i ejendomsklasser. Kommunisterne udformede også en ægteskabslov i 1931, som skabte ligestilling i ægteskabet mellem mænd og kvinder.
På grund af trusler udefra gennemførte kommunisternes "sikkerhedstjeneste" en række blodige kampagner for at udrydde såkaldt "kontravrevolutionære".

## Kampen mod nationalisterne
Kommunisternes sovjeter anerkendtes aldrig internationalt, og Chiang Kai-shek ledede den Nationale revolutionære hær i fem omringningskampagner for at udrydde de kinesiska sovjeter. Den første kampagne startede i 1930, men Chiang måtte afbryde den på grund af en konflikt med krigsherrerne Feng Yuxiang og Yan Xishan i det nordlige Kina. Den anden kampagne i 1931 blev afbrudt på grund af japanernes invasion af Manchuriet.

## Afviklingen: den lange march
Først i efteråret 1934 formåede Chiang at bryde kommunisternes forsvarslinjer ved at opbygge fronten langsomt med blokhuse efter råd fra sin tyske militære rådgiver Hans von Seeckt. Dette førte til, at cirka 100.000 kommunister evakuerede Jiangxi-sovjeten den 15. oktober 1934 for at finde et nyt baseområde. Marchen (kendt som "den lange march") sluttede først, da de kommunistiske guerillasoldater nåede Bao'an, en provinsby i provinsen Shaanxi i den centrale del af det nordlige Kina omkring 9.660 km væk.